# Radyk prutnatý

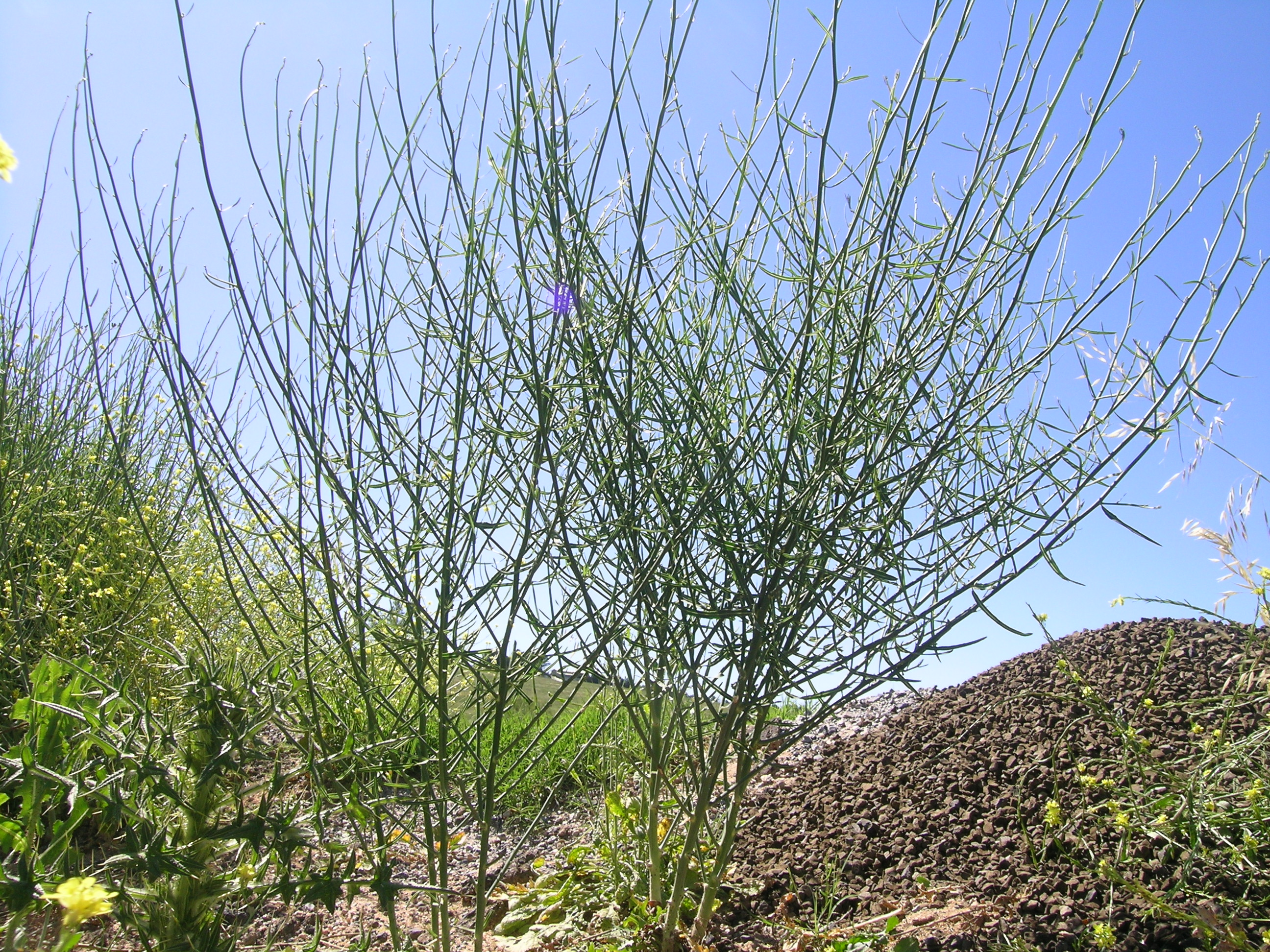
Rostlina před květem

Radyk prutnatý (Chondrilla juncea) je dvouletá nebo častěji krátce vytrvalá, půl až jeden metr vysoká bylina s prutnatě větvenou lodyhou s četnými nevelkými, žlutými květními úbory. Je v české přírodě původní rostlinou a jediným zástupcem rodu radyk. Roste zde ale velmi rozptýleně a je podle "Červeného seznamu cévnatých rostlin České republiky" z roku 2012 pokládán za ohrožený druh (C3). Paradoxně na nepůvodních územích, v Americe nebo Austrálii, je považován za invazní rostlinu zaplevelující tamní krajinu.

## Výskyt
Euroasijský druh s rozšířením od Pyrenejského poloostrova přes střední a jižní Evropu až na Ural a Kavkaz. V Asii se přerušované vyskytuje v Turecku, na Blízkém východě, Arabském poloostrově i v zemích Střední Asie. Vyrůstá též v Africe ve státech okolo Středozemního moře. Zavlečen byl do obou Amerik i Austrálie, kde v lánech obilovin nebo na čerstvých úhorech vytváří rozlehlé houštiny. Na starém kontinentu roste mezi 35° až 55° severní zeměpisné šířky do nadmořské výšky 1500 m a pouze ojediněle tam nachází rozsáhlá území s optimálními půdními i klimatickými podmínkami, které mu umožňují vytvořit husté porosty.
V České republice je rostlina vázána na české a moravské termofytikum, obvykle roste roztroušeně v teplejších oblastech přiléhajících dolním tokům Labe, Vltavy, Otavy, Ohře, Moravy a Dyje.

## Ekologie
Výrazný světlomilný a teplomilný druh svázaný s dostatečně osluněnými stanovišti na výhřevných místech a s dobře odvodněnou, hrubě zrnitou půdou se spíše zásaditou reakcí. Využívá k růstu hlavně kamenité louky na ke slunci přivrácených stráních, vinice, železniční náspy, písčiny, okraje cest i rozličná lidmi ovlivněná nebo přírodní erozi degradovaná místa. Občas narušovaný a jen řídký travnatý porost usnadňuje vyklíčení nové rostliny a její další rozrůstání. Je hemikryptofyt vykvétající od července do září.

## Popis

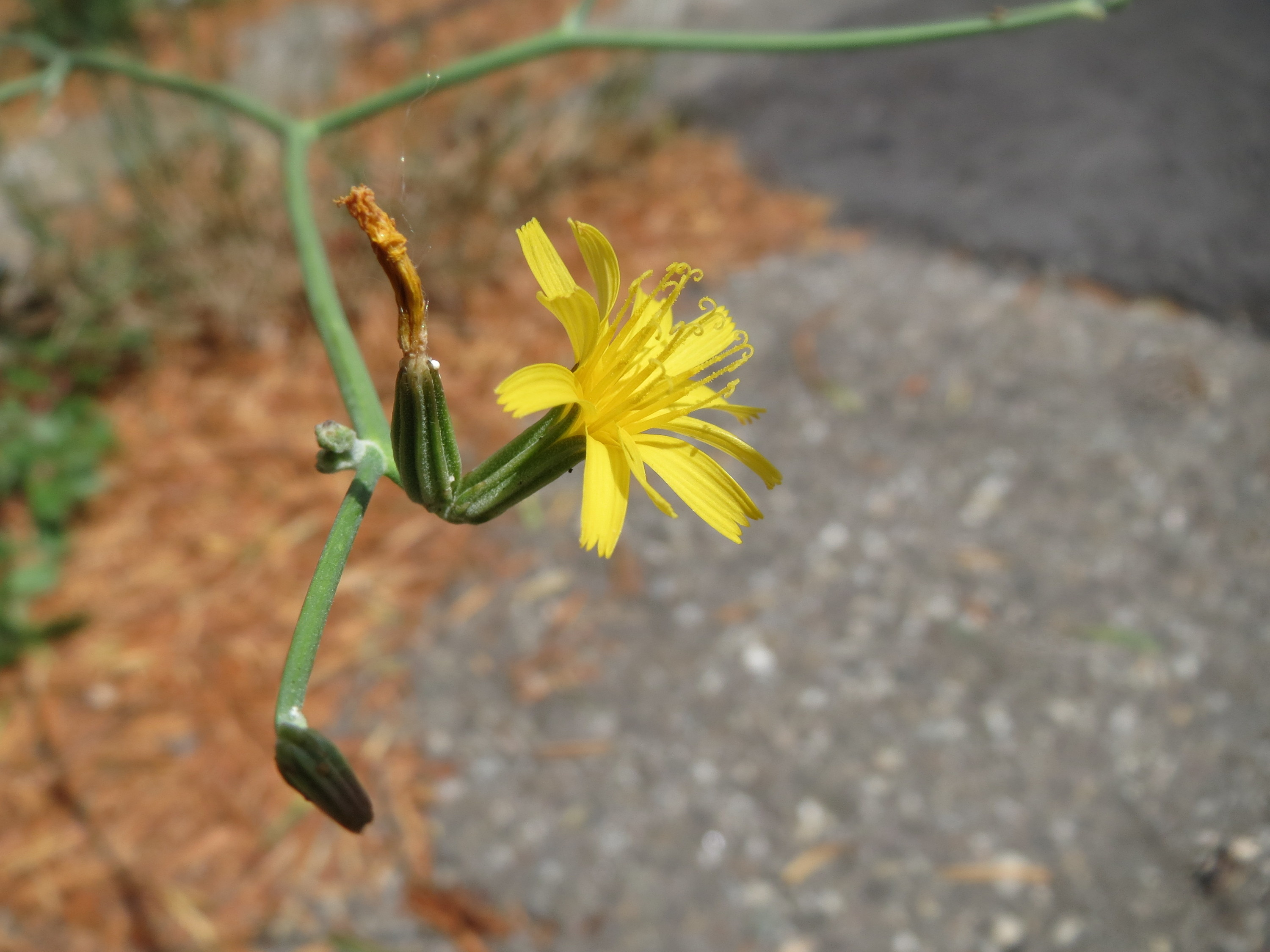
Úbor

Dvouletá až vytrvalá rostlina s přímou, prutnatě větvenou a částečně chlupatou lodyhou vysokou 40 až 120 cm. Z tenkého, až 2 m dlouhého, hluboko rostoucího kořene vyrůstá listová růžice vejčitých listů, jež v době kvetení již zasychají. Ze středu růžice roste dutá, tuhá lodyha řídce porostlá úzce kopinatými, oddáleně zubatými listy dlouhými 2 až 10 cm, jež bývají často zabarveny fialově nebo červenohnědě. Směrem vzhůru se listy zmenšují a horní jsou často jen šupinky. Rostlina po poranění listů nebo lodyhy roní bílý latex.
Nahoře se lodyha rozděluje do několika větví a na jejich koncích vyrůstá z paždí listenů po jednom až třech krátce stopkatých úborech tvořící koncovou latu. Úbory bývají složené ze 7 až 12 žloutkově žlutých, oboupohlavných, ve dvou řadách rostoucích jazykovitých kvítků s pětizubou ligulou. Zákrov je úzce válcovitý, dvouřadý a listeny vnější řady jsou kratší. Květy jsou sice navštěvovány opylujícím hmyzem, semena však vznikají i apomikticky.
Plod je hnědá, podlouhlá, 4 mm velká, podélně žebernatá nažka protažená v zobánek věnčený bělavým chmýrem. Statná rostlina ročně vyprodukuje až 15 000 semen.

## Rozmnožování
Na velké vzdálenosti jsou semena rozptylována větrem nebo roznášena v srsti zvířat, mají různou dobu dormance a v půdě si podržují dlouhou životnost. Pro vyklíčení nepotřebují světlo, ale dostatečnou vlhkost a teplotu nad +7 °C, semenáče jsou na světlo ale náročné. Klíčení podporuje i vyšší hladina vápníku, fosforu a dusíku v půdě. Semenáče vyklíčené v létě obvykle zasychají, kdežto podzimní se většinou uchytí.
Místní populace se rozšiřuje vegetativně, z kořene vyrůstají v horní části vodorovné oddenky dlouhé až 0,6 m zakončené listovou růžici, zárodkem nové rostliny. Více se vytvářejí v půdě kypré než ulehlé. Oddenky jsou křehké, snadno se lámou a z 2 cm úlomku vyroste nová rostlina. Kořeny starších rostlin jsou silnější a je v nich uloženo více sacharidů, mají proto větší regenerační kapacitu a lépe odolají vyschnutí.

## Význam
Ekonomický význam radyku prutnatého je nejen v české přírodě, kde je poměrně vzácný, ale všeobecně velmi malý. Listy mladých rostlin se dají konzumovat syrové nebo vařené v salátech, hořčiny v nich také podporují chuť k jídlu a následní trávení. Ovce, skot i koně spásají mladé rostlin dokud lodyhy nezdřevnatí. Květy produkují hodně pylu a jsou dobrým zdrojem pro tvorbu medu.

## Galerie

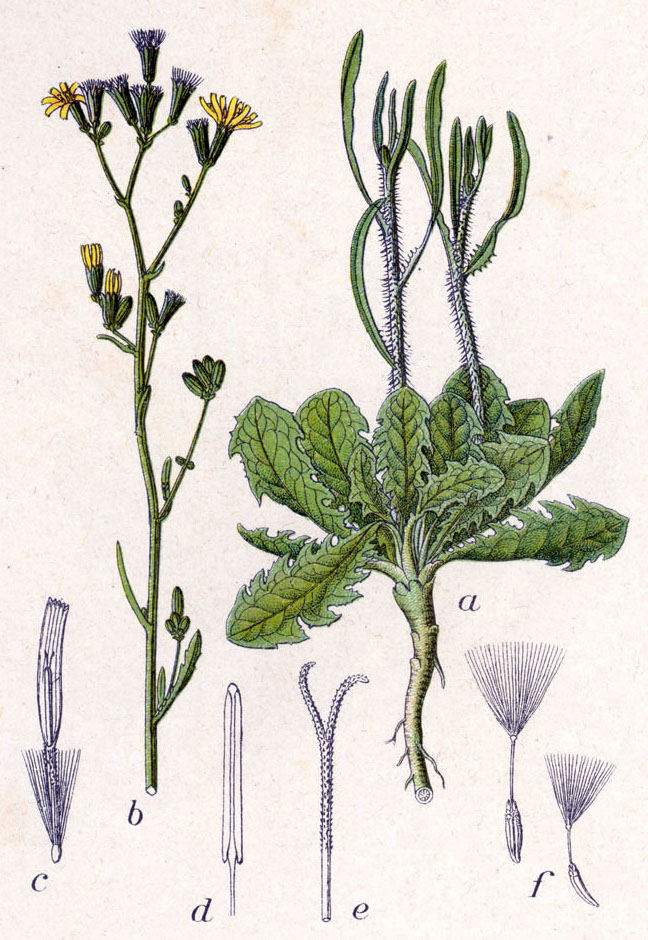
Zobrazení radyku prutnatého
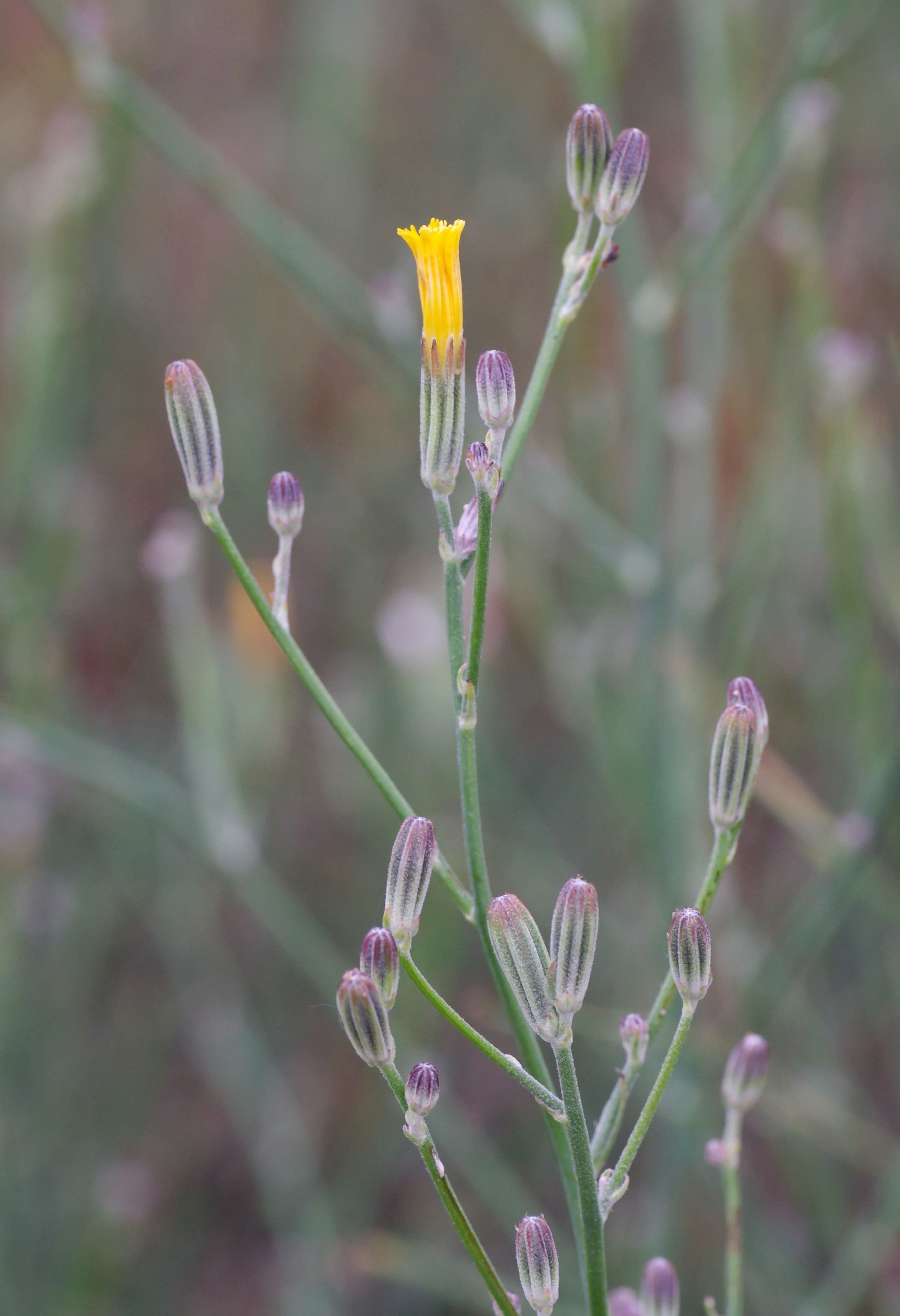
Nakvétající květenství
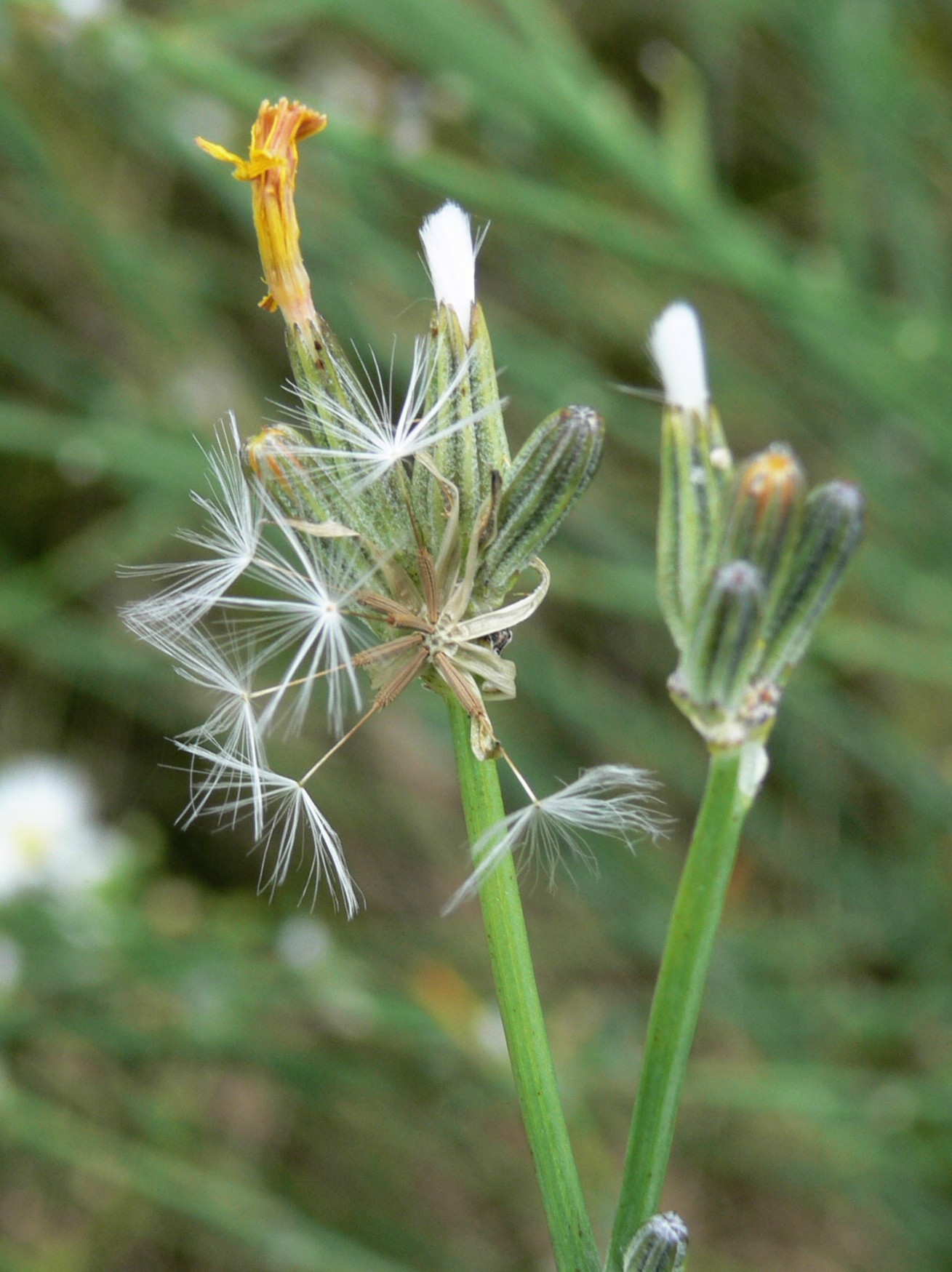
Odkvétající květenství
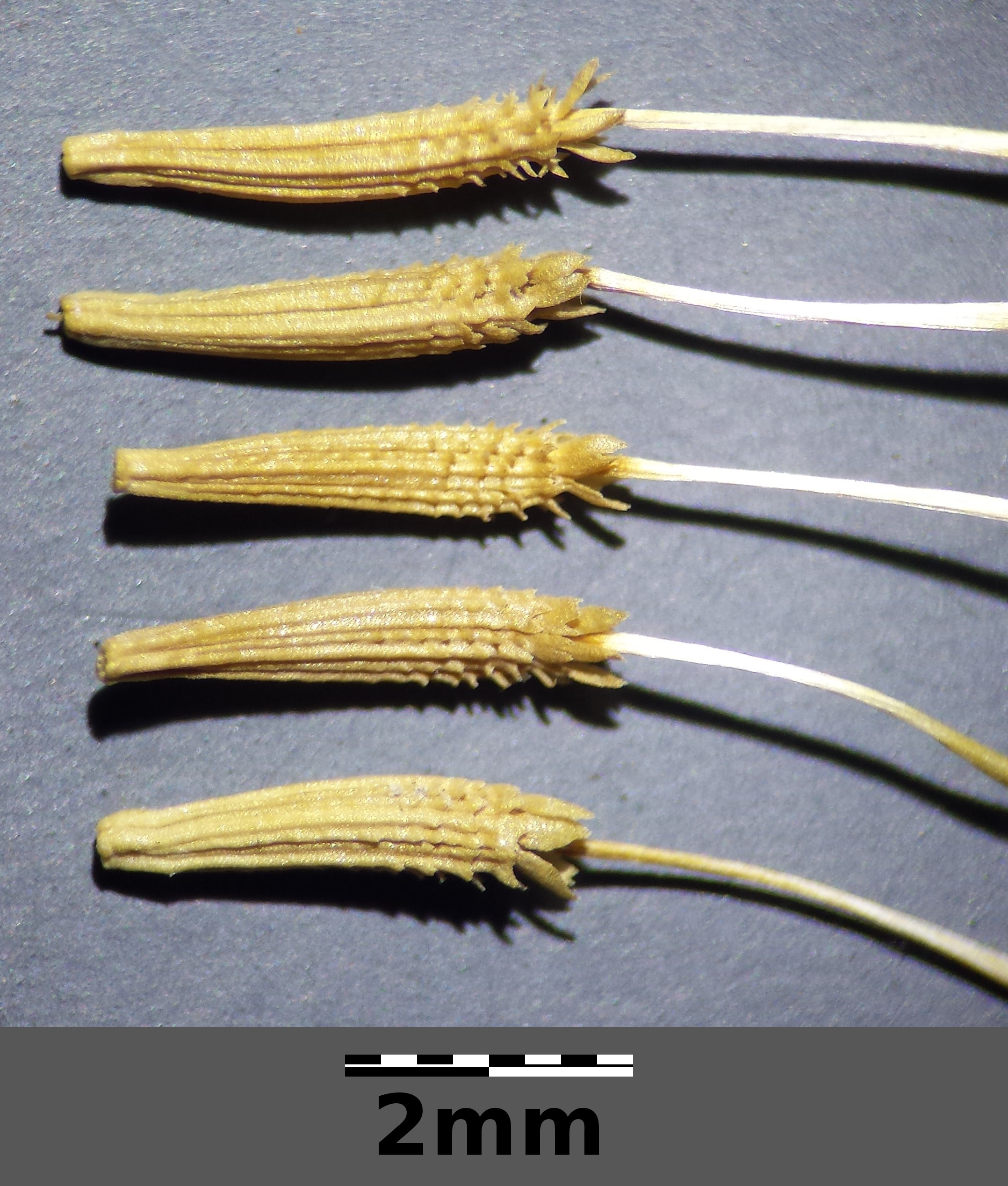
Nažky s chmýrem